# Матрунино
Матрунино — село в Новоспасском районе Ульяновской области в составе Красносельского сельского поселения.

## География
Находится на правом берегу реки Сызранка на расстоянии примерно 15 километров по прямой на восток от районного центра поселка Новоспасское.

## История
В 1913 в деревне было 48 дворов, 414 жителей. В 1990-е годы отделение коопхоза им. Горького.

## Население
Население составляло 29 человек (русские 90%) в 2002 году, 16 по переписи 2010 года.